# Dinastía Comneno Ducas
La Dinastía Comneno Ducas (en griego: Κομνηνός Δούκας, Komnēnos Doukas) fue una rama de la dinastía imperial bizantina de los Ángelo, que gobernó sobre Epiro, Tesalia y Tesalónica entre 1205 y 1318.

## Historia
Después de la caída de Constantinopla en 1204, los Ángelo conservaron el poder en Epiro. Luego tomaron el nombre de Comneno Ducas. Teniendo ambiciones imperiales, extendieron su poder a Tesalónica. El 9 de marzo de 1230, Teodoro Comneno Ducas fue derrotado por los búlgaros en la batalla de Klokotnitsa. Esto significó el fin de la política expansionista de la dinastía en las tierras griegas. Tesalónica fue incorporada al Imperio de Nicea en 1246. Los Comneno Ducas conservaron el poder en Epiro y Tesalia hasta 1318, cuando se extinguieron.

## Gobernantes de la dinastía Comneno Ducas

### Epiro
- Miguel I Comneno Ducas, 1205-1215
- Teodoro Comneno Ducas, 1215-1230
- Miguel II Comneno Ducas, 1230-1268
- Nicéforo I Comneno Ducas, 1268-1297
- Tomás I Comneno Ducas, 1297-1318

### Tesalónica
- Teodoro Comneno Ducas, 1224-1230
- Manuel Comneno Ducas, 1230-1237
- Juan Comneno Ducas, 1237-1242
- Demetrio Comneno Ducas, 1244-1246

### Tesalia
- Juan I Ducas, 1268-1289
- Constantino Ducas de Tesalia, 1289-1303
- Teodoro Ángelo, 1289-1299
- Juan II Ducas 1303-1318